# ويليام سالتر
ويليام سالتر (بالإنجليزية: William Salter)‏ هو سياسي أمريكي، ولد في 1821 في بروكلين في الولايات المتحدة، وتوفي في 1910 في برلنغتون في الولايات المتحدة.